# Универзитет Корнел
Универзитет Корнел (енгл. Cornell University, IPA:  ) амерички је приватни универзитет Ајви лиге и федерални ленд-грент докторандски универзитет смештен у Итаки (Њујорк). Основали су га 1865. године Езра Корнел и Ендру Диксон Вајт, с намером да професори и студенти раде на свим пољима која се могу проучавати и остварују доприносе на истима — од класике до науке, од теоријских до примењених грана. Ови идеали, неконвенционални у ондашње време, заслужни су за данашњи мото Корнела — популарни цитат Езре Корнел из 1865. године: „Основао бих институцију где свака особа може наћи инструкције у било којој студији.”
Универзитет је у најширем смислу организован у седам преддипломских колеџа и седам дипломских јединица у свом главном кампусу у Итаки, а сваки колеџ и јединица имају своје стандарде односно критеријуме за упис и готово аутономне тј. међусобно независне академске програме. Универзитет такође управља двама ’сателитским’ медицинским кампусима; један је у граду Њујорку, а други у Граду образовања у Катару.
Корнел је један од три приватна ленд-грент универзитета у САД и једини у Њујорку. Од седам преддипломских колеџа, три су статутарна или уговорна колеџа с подршком државе путем система Државног универзитета у Њујорку (SUNY), укључујући агрикултурне и еколошке колеџе. Од Корнелових дипломских школа само она ветеринарска има материјалну подршку државе. Као ленд-грент колеџ Корнел управља агенцијом CSREES, чији је програм доступан у сваком округу државе Њујорк; годишњи фонд обезбеђује држава Њујорк, за одређене образовне мисије. Кампус Универзитета Корнел у Итаки простире се на 3 km2 (745 acres), али је заправо много већи када се у обзир узму и Ботаничке баште Корнела — тада се говори о површини већој од 17 km2 (4.300 acres); такође, Корнел има и бројне земљишне поседе широм Њујорка.
Од дана када је основан Корнел је био коедукациона, несектаријанска установа, у којој упис није зависио од религије или расе. Корнел броји преко 245.000 живих свршених ученика високе школе, а његов бивши и данашњи факултет са дипломцима укључује 34 Маршалова, 29 Роудсових, 29 Труманових и 7 Гејтсових стипендиста, 54 нобеловца и 14 живих милијардера. Студентско тело чини преко 14.500 преддипломаца и 7.700 постдипломаца, из свих 50 америчких држава и 122 земље света.

## Историја
Универзитет Корнел је основан 27. априла 1865. године; Сенат државе Њујорк (NYS) признао је универзитет као државну ленд-грент установу. Сенатор Езра Корнел понудио је своју фарму у Итаки као место на којем ће се основати универзитет, те приложио 500.000 долара свог богаства као први ендаумент. Његов сарадник, сенатор и искусни едукатор Ендру Диксон Вајт пристао је да буде први председник. Током наредне три године, Вајт је надгледао изградњу првих двеју зграда; путовао је да би привукао пажњу студената и нашао особље. Универзитет је отворен 7. октобра 1868. године, а следећег дана уписало га је 412 бруцоша.
Корнел се развио као технолошки напредна институција, примењивајући своја истраживања на сопствени кампус али такође улажући напоре и на глобалном нивоу. На пример, 1883. године Корнел је био један од првих универзитетских кампуса који је за осветљење користио струју из динаме на водени погон. Корнел је до 1894. године обухватао колеџе које је финансирала држава, и испуњавао је све статутарне захтеве; такође је имао администрацију за истраживања и проширивање активности које је заједно финансирала држава и федерални програми за спаривање.
Корнел је имао активне дипломце још од првих предавања. Био је један од првих универзитета на којем су се у Управни одбор бирали студенти који дипломирају. Корнел је постао члан Лиге бршљана, чиме је студентски активизам повећан током 1960-их а везано за културне проблеме, грађанска права и опозицију Вијетнамском рату; протести и окупације имале су за резултат оставку председника Корнела и реструктурисање управе универзитета.
Универзитет Корнел је од 2000. године почео да проширује своје међународне програме. Универзитет је 2004. отворио Медицински колеџ Вајл Корнел у Катару (енгл. Weill Cornell Medical College in Qatar). Сарађивао је са институцијама у Индији, Сингапуру и НР Кини. Бивши председник Џефри Ш. Лиман описао је универзитет са високим међународним профилом као „транснационални универзитет”. Корнел и Станфорд су 9. марта 2004. године положили камен темељац за нови „Центар за премошћавање јаза” (енгл. Bridging the Rift Center), да би се изградио и заједнички руководио центар за образовање на израелско-јорданској граници.
Данас се на универзитету може стећи више од 7.000 различитих звања. Има око 22.000 студената и више од 1.600 професора. Број особља на 14 колеџа и школа је 8.000 (укупно).
| Колеџ/школа                       | Год. |
| --------------------------------- | ---- |
| Пољопривреда и биолошке науке     | 1874 |
| Архитектура, уметност и планирање | 1871 |
| Уметности и науке                 | 1865 |
| Бизнис                            | 1946 |
| Инжењеринг                        | 1870 |
| Постдипломске студије             | 1909 |
| Хотелска администрација           | 1922 |
| Хумана екологија                  | 1925 |
| Индустријски и радни односи       | 1945 |
| Право                             | 1887 |
| Медицинске науке                  | 1952 |
| Медицина                          | 1898 |
| Технологија                       | 2011 |
| Ветерина                          | 1894 |

| Национално               | Национално |
| ------------------------ | ---------- |
| ARWU                     | 11         |
| Форбс                    | 29         |
| U.S. News & World Report | 15         |
| Washington Monthly       | 27         |
| Глобално                 |            |
| ARWU                     | 13         |
| QS                       | 16         |
| THEWUR                   | 19         |
| U.S. News & World Report | 22         |